# Пијавица (острво)
Пијавица је мало ненасељено острво у хрватском делу Јадранског мора.
Пијавица се налази на средини канала између острва Чиово и Дрвеник Вели. Површина острва износи 0,011 км². Дужина обалске линије је 0,61 км.. Највиша тачка на острву висока је 8 метара.